# Zachodni Bejrut
Zachodni Bejrut (fr. À l'abri les enfants; arab. بيروت الغربية, trb. Beyrouth Al Gharbiyya) – libański dramat filmowy z 1998 roku w reżyserii Ziada Doueiriego. Był oficjalnym libańskim kandydatem do Oscara dla najlepszego filmu nieanglojęzycznego, ale ostatecznie nominacji nie otrzymał.

## Fabuła
Akcja filmu rozpoczyna się w  kwietniu 1975, w Bejrucie, stolicy Libanu, kiedy rozpoczyna się otwarty konflikt między muzułmanami i chrześcijanami. Miasto zostaje podzielone wzdłuż linii muzułmańsko-chrześcijańskiej na wschodni i zachodni Bejrut. Główny bohater, piętnastoletni Tarek Noueri, jest muzułmaninem i mieszka w zachodniej razem z przyjacielem Omarem. Początkowo wojna kojarzy im się z nieograniczoną wolnością. Szkoła, do której uczęszczali, zostaje zamknięta, ponieważ znajduje się po wschodniej stronie, niedostępnej dla muzułmanów. Jego matka chce opuścić kraj, ale ojciec odmawia. Tarek spędza czas z Omarem i May, chrześcijanką, osieroconą i mieszkającą w jego budynku. Przemoc wydaje im się fascynująca, a przechodzenie między odizolowanymi częściami miasta jest niczym gra. Dezintegrujący system pozwala młodym ludziom doświadczać z dużo większą intensywnością rytuałów inicjacji: miłości, przyjaźni i seksu. Dopiero po latach, gdy dorośnie, zmienia się jego postrzeganie wojny z przygody jako ogólnonarodową tragedię.

## Obsada
- Rami Doueiri jako Tarek Noueri
- Mohamad Chamas jako Omar
- Rola Al Amin jako May
- Carmen Lebbos jako Hala Noueri
- Joseph Bou Nassar jako Riad Noueri
- Liliane Nemri jako sąsiad
- Leïla Karam jako Oum Walid
- Mahmoud Mabsout jako Hassan
- Hassan Farhat jako Roadblock Militiaman
- Fadi Abou Khalil jako Bakery Militiaman

## Nagrody
- 1998 – Festiwal Filmowy w Cannes
  - François Chalais Prize
- 1998 – Carthage Film Festival
  - Best First Film
- 1998 – Paris Biennal of Arab Cinema
  - IMA Grand Prize
- 1998 – Taipei Film Festival
  - International New Talent
  - Competition – Grand Prize
- 1999 – Fribourg International Film Festival
  - SAA Script Award